# Streptoloma sumbarense
Streptoloma es un género de plantas fanerógamas de la familia Brassicaceae. Su única especie, Streptoloma sumbarense, es originaria de Rusia.

## Taxonomía
Streptoloma sumbarense fue descrita por Víctor Bochántsev y publicado en Novosti Sist. Vyssh. Rast. 10: 156. 1973
Sinonimia
- Sisymbrium sumbarense Lipsky
- Torularia sumbarensis O.E. Schulz	[2]